# Przekładaniec (czasopismo)
Przekładaniec. Pismo Katedry UNESCO do Badań nad Przekładem i Komunikacją Międzykulturową UJ – recenzowane czasopismo naukowe poświęcone przekładowi. Na jego łamach publikowane są zarówno teksty teoretyczne i krytyczne, jak i przekłady prozy, poezji i dramatu. Od początku istnienia periodyku jego redakcja organizowała konkursy translatorskie przeznaczone dla adeptów sztuki tłumaczenia. Nagrodą była możliwość druku wyróżnionych przekładów, co umożliwiło debiut wielu młodym tłumaczom. 
Przekładaniec wydawany jest po polsku. Dostępne są również anglojęzyczne numery czasopisma.
W piśmie publikowali między innymi Elżbieta Tabakowska, Magdalena Heydel, Jacek Baluch, Elżbieta Wójcik-Leese, Ewa Chruściel, 
Katarzyna Jakubiak, Jean Ward, Marta Gibińska, Anna Bednarczyk, Jolanta Kozak, Anna Klimkiewicz, Monika Woźniak, Jadwiga Miszalska, Teresa Bałuk-Ulewiczowa, Magdalena Mossór, Andrzej Pawelec, Marta Kapera, Tomasz Tesznar, Krzysztof Puławski, Krystyna Pisarkowa, Maciej Froński, Anna Skucińska, Ewa Rajewska i Bogusława Sochańska.